# Arno
Arno er en flod i landskabet Toscana, som ligger i Italien. Den udspringer ved bjerget Falterona (nær Arezzo), passerer Firenze, hvor den bl.a. løber under den berømte bro Ponte Vecchio, for til sidst at munde ud i det tyrrhenske hav ved Pisa. Arno er regionens længste flod med 241 km længde.
Som det er tilfældet med mange vandløb i Middelhavsområdet, kan Arno have meget forskellig vandføring: Fra en voldsomt brusende, bredfyldt smeltevandsflod i det tidlige forår til en stille rislende bæk på bunden af flodlejet i sensommeren. Disse udsving har ofte ført til oversvømmelser, jordskred og sammenstyrtninger, men nyanlagte dæmninger højere op ad flodløbet har udjævnet vandføringen, sådan at florentinerne kan leve mere trygt langs deres flod.